# João Gilberto (álbum de 1973)
João Gilberto é um álbum do cantor, compositor e violonista brasileiro João Gilberto, lançado em 1973 pelo selo Polydor como vinil e relançado em 1988 em CD. João Gilberto realizou outro álbum com seu nome em 1961, assim como vários EPs apenas com seu nome como título. Este é considerado seu álbum mais psicodélico: a instrumentação mínima, que consiste apenas em sua voz e violão e a percussão bastante esparsa de Sonny Carr, confere ao disco um sentido hipnótico. Isso se deve muito do contato que o músico teve com os Novos Baianos na época, que resultou no aclamado Acabou Chorare (1972) deles, e que Gilberto soube pegar certa influência assim como lhes deu outra. Wendy Carlos serviu como engenheira de som do álbum, que por vezes é chamado de "álbum branco" de João Gilberto, em referência à sua capa, alusiva ao White Album (1968) dos Beatles. Em 2007, o álbum ficou em 47º lugar na lista dos 100 maiores discos da música brasileira pela Rolling Stone Brasil.

## Faixas
1. "Águas de Março" (Tom Jobim) – 5:23
2. "Undiú" (João Gilberto) – 6:37
3. "Na Baixa do Sapateiro" (Ary Barroso) – 4:43
4. "Avarandado" (Caetano Veloso) – 4:29
5. "Falsa Baiana" (Geraldo Pereira) – 3:45
6. "Eu Quero um Samba" (Janet de Almeida, Haroldo Barbosa) – 4:46
7. "Eu Vim da Bahia" (Gilberto Gil) – 5:52
8. "Valsa (Como são Lindos os Youguis)" (João Gilberto) – 3:19
9. "É Preciso Perdoar" (Alcivando Luz, Carlos Coqueijo) – 5:08
10. "Izaura" (Roberto Roberti, Herivelto Martins) – 5:28

## Ficha técnica (transcrita do LP original)
- Direção de Produção: Rachel Elkind
- Coordenação de Produção: Sue Cassidy Clark
- Técnicos de Gravação: W. Carlos
- Mixagem: W. Carlos
- Guitarra e vocal: João Gilberto
- Bateria: Sonny Carr
- Background do vocal "Izaura": Miucha
- Corte: Joaquim Figueira
- Capa: Lobianco